# 中溪洲
中溪洲，是台灣宜蘭縣三星鄉、員山鄉交界地帶的一個傳統地域名稱，位於三星鄉東北部、員山鄉東南部。相較於今日行政區，其範圍大致包括三星鄉的尚武村、大洲村西北部，以及員山鄉的深溝村南部。

## 歷史
台灣清治末期，中溪洲地區為一街庄，稱為「中溪洲庄」，隸屬於浮洲堡。該庄昔日北隔濁水溪（今蘭陽溪）沙洲地及主流河道與洲仔庄、溪洲庄為界，東及南隔濁水溪分流與沙洲地與大洲庄為界，西邊為紅柴林庄。
1901年（日治明治三十四年）11月，廢縣廳改設二十廳，該庄隸屬於宜蘭廳，編入第九區。1905年（明治三十八年）7月，第九區改名「浮洲區」。1909年（明治四十二年）10月，合併二十廳為十二廳，該庄仍隸屬於宜蘭廳。1920年（大正九年），廢十二廳改設五州二廳，該庄改制並雅化為「中溪洲」大字，隸屬於臺北州羅東郡三星庄，大字下有「中溪洲」、「柏腳廍」、「葫蘆堵」小字名。
戰後三星庄改制為三星鄉，隸屬於臺北縣，大字改制為村。1950年10月，北、基、宜分治，三星鄉改隸屬於宜蘭縣。

## 聚落
本地區發展較早的聚落為中溪洲、牛藔、葫蘆堵、柏腳廍（桕腳廍）等，在日治期初期的官方地圖上已有記載。此外，本地區尚有虎尾寮聚落。

## 交通
鄉道宜26線（中興路）是楓林至羅東鎮北成的道路，大致以西向東轉西北西－東南東走向蜿蜒經過本地區。由該道路向西可前往紅柴林後轉南止於縣道196號路口，向東南東可前往大洲、廣興、北成並止於省道台9線路口。	
鄉道宜26-2線是慈恩寺至大義的道路，其北側端點位於本地區西部鄉道宜26線路口。由此向南南東蜿蜒出境後可前往大洲西部頂大義聚落西側並止於縣道196號路口。
鄉道宜47線是尚武至十九結的道路，其北側端點位於本地區西北部邊界外緣紅柴林堤防道路。由此向南蜿蜒出境後，經縣道196號路口可前往阿里史地區十九結聚落南側並止於省道台7丙線路口。
鄉道宜61線（深洲路、大洲路）是尚德至大洲的道路，大致以北北西－南南東走向經過本地區東部。由該道路向北北西可前往洲子東部、深溝東部並止於其北部邊界地帶的省道台7線路口，向南南東可前往大洲並止於縣道196號路口。